# Drobnulka zemní
Drobnulka zemní (Geoglomeris subterranea, dříve též Geoglomeris jurassica nebo Stygioglomeris crinata) je druh malé, v České republice kriticky ohrožené mnohonožky z řádu svinule.

## Popis
Drobnulka dorůstá délky délky 2–3 mm. Má světle zbarvené, na povrchu hladké a hustě ochlupené tělo skládající se z deseti tělních článků. Na hrudním štítě má 2–3 příčné rýhy. Tykadla jsou průhledná a tělními články může prosvítat obsah střev. Na rozdíl od větších druhů svinulí nemá oči ani jednoduchá očka zvaná ocelli, a je tedy zcela slepá. Ve střední Evropě je drobnulka zemní jediným druhem svého rodu a zaměnit ji lze pouze se svinulkou žebrovitou (Trachysphaera costata) nebo svinulkou hrbolatou (Trachysphaera gibbula), od nichž se odlišuje tím, že nemá ocelli a na tělních článcích ji chybí výrazné žebrování.

## Rozšíření
Jedná se o původní druh západní a střední Evropy. Nejvýchodnější doložená pozorování tohoto druhu pochází z oblasti Slovenského středohoří, Slovenského krasu a Pienin.
V České republice byla drobnulka poprvé zaznamenána v roce 2006, kdy byla chycena do podzemní pasti poblíž Zbrašovských aragonitových jeskyní. Další nálezy pochází přímo z těchto jeskyní, ze Štramberského krasu, a jeden také ze železničního náspu poblíž Olomouce. V Čechách nebyla pozorována.

## Ekologie a způsob života
Drobnulka zemní se vyskytuje v půdě do hloubky 55 cm pod povrchem.
Samice snáší pouze 4–5 vajíček ročně. Předpokládá se, že všechny evropské populace jsou partenogenetické, samci jsou známi pouze ze tří nálezů.